# جيمس إم. سيلرز جونيور
جيمس إم. سيلرز جونيور (بالإنجليزية: James M. Sellers, Jr.)‏ هو شخصية أعمال أمريكي، ولد في 1 مارس 1929، وتوفي في 3 أغسطس 1993.